# Uniformsdräkt
Uniformsdräkt är en fastställd kombination av uniformspersedlar som skall användas vid särskilt fastställda tillfällen. 
För att visa på graden av noggrannhet i uniformsdräktsbestämmelserna ges här som exempel föreskrifterna för daglig dräkt för sjömän i den svenska flottan: "Uniform m/48 – Bussarong: rundmössa m/48, bussarong m/48, långbyxor m/87, blått byxbälte, blåkragad skjorta eller lös blåkrage, råbandshalsduk, svarta eller mörkblå strumpor, svarta lågskor. Därtill kan även bäras kappa m/87 (m/67), mörkblå yllehalsduk, blå vantar eller svarta/mörkbruna handskar."

## Sverige

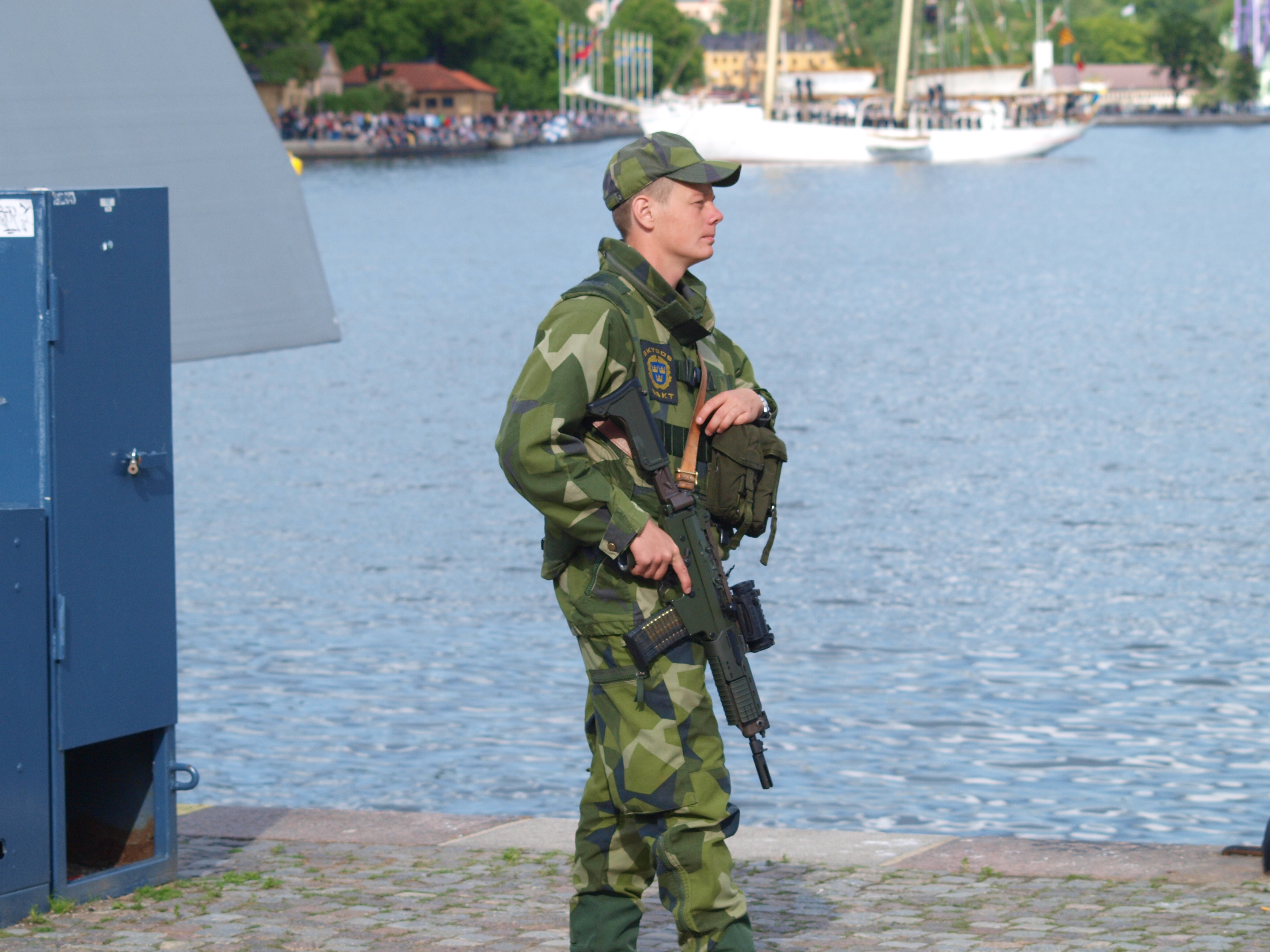
Fältstridsdräkt (fältuniform 90) vid vakttjänst.

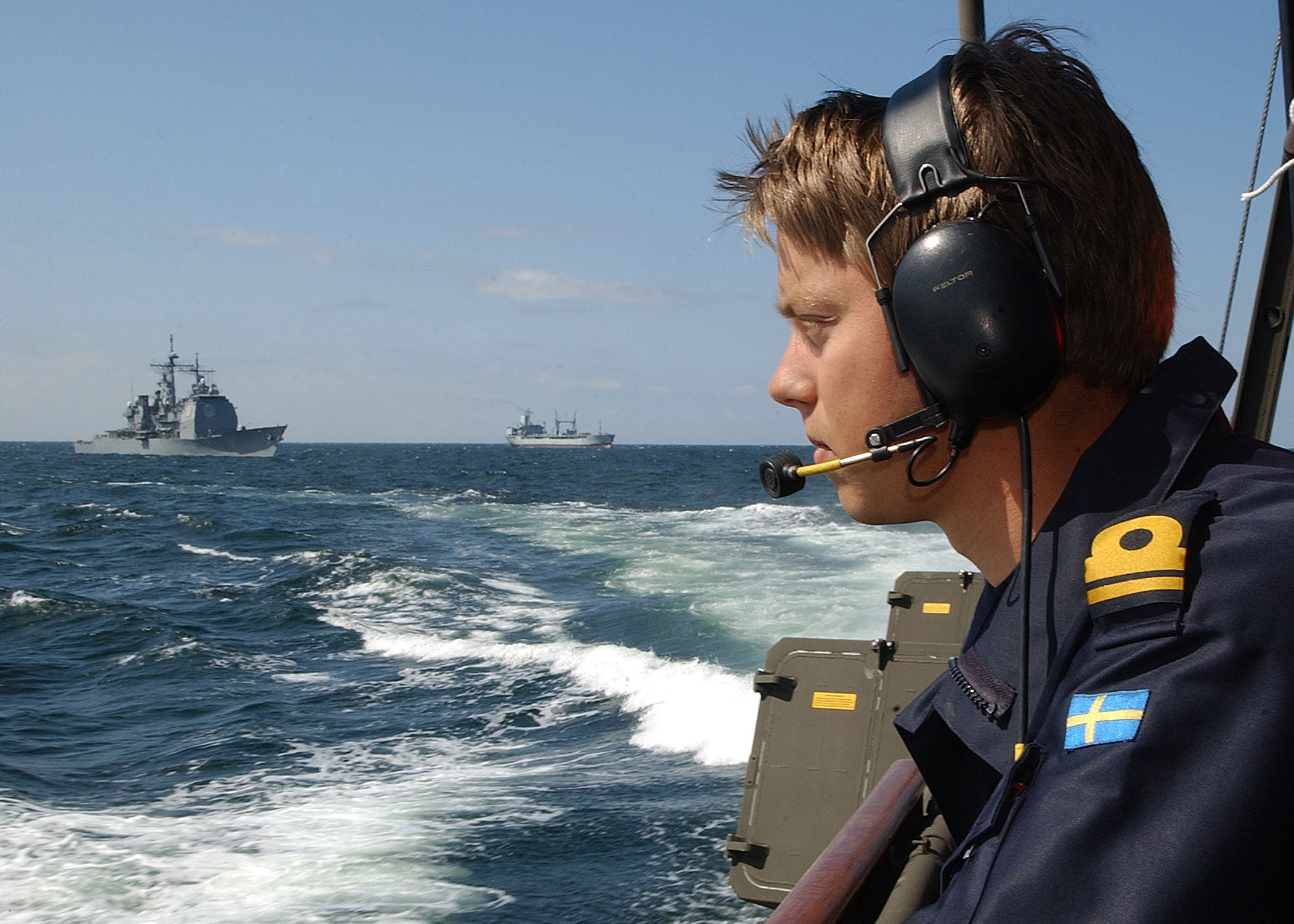
Sjöstridsdräkt (sjöstridsuniform 93).

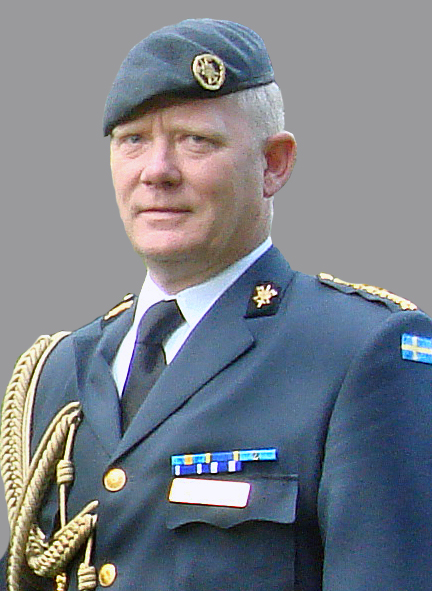
Daglig dräkt (uniform m/87A för armén) med stor ägiljett.

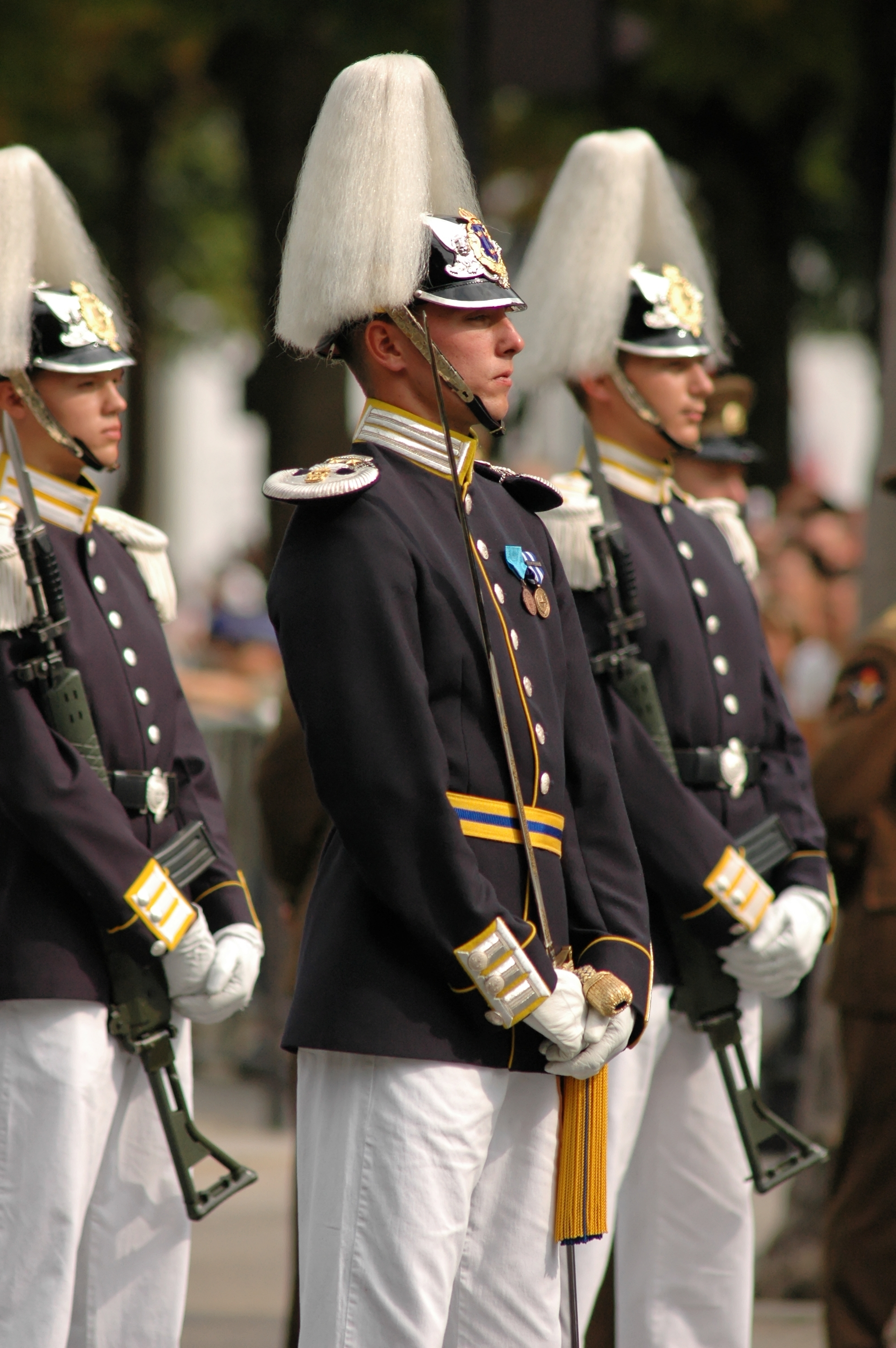
Stor paraddräkt (uniform m/ä med vita byxor för Livgardets infanteri).

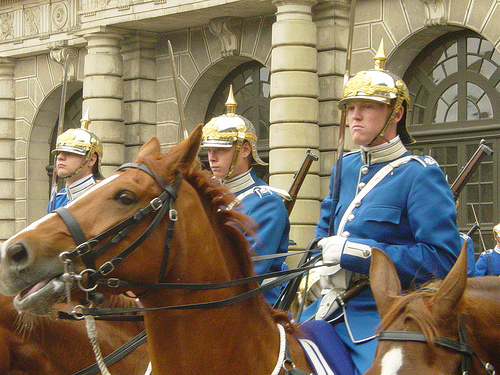
Liten paraddräkt (uniform m/ä för Livgardets kavalleri).

### Stridsuniformer
- Fältstridsdräkt
  - Fältstridsdräkt omfattar fältuniform 90 med varianter, samt fältuniform 2002.
  - Fältstridsdräkt används vid tjänstgöring under fältförhållanden om inte annan uniformsdräkt (klädsel) anges av vederbörande chef; vid övningar enligt vederbörande övningsledares bestämmande; vid vakttjänst om inte annan uniformsdräkt anges av vederbörande chef.
- Sjöstridsdräkt
  - Sjöstridsdräkt omfattar sjöstridsuniform m/1993.
  - Sjöstridsdräkt används vid tjänstgöring till sjöss och vid flygunderhållsarbete om inte annan uniformsdräkt anges av vederbörande chef; vid övningar enligt vederbörande övningsledares bestämmande; vid vakttjänst om inte annan uniformsdräkt anges av vederbörande chef.
- Flygstridsdräkter
  - Flygstridsdräkter omfattar ett flertal flygstridsuniformer för olika flygplanstyper och helikoptrar.
  - Flygstridsdräkter används av flygande personal inom flygvapnet.

### Arbetsuniformer
- Daglig dräkt
  - Daglig dräkt omfattar uniform m/87A för armén, uniform m/48 och m/87 för marinen samt uniform m/87 för flygvapnet. Livgardet kan även bära uniform modell/ä som daglig dräkt.
  - Daglig dräkt används vid representation och tillfällen när krav ställs på formell klädsel; vid tillfällen enligt chefs bestämmande; vid personlig anmälan; vid militärbegravning såvida inte annan klädsel har beordrats; vid tillfällen då smoking, kostym eller mörk kostym (kavaj) bärs enligt civilt bruk.
- Vardagsdräkt
  - Vardagsdräkt uniform m/87A för armén, uniform m/87 för marinen och flygvapnet.
  - Vardagsdräkt används vid stabs- och annan inomhustjänst samt vid skolor; vid övriga tillfällen enligt chefs bestämmande.
- Arbetsdräkt
  - Arbetsdräkt omfattar arbetsuniform m/87 och m/93 grön, arbetsuniform m/87 och m/93 blå (för flottan) och arbetsuniform m/93 EU (vit sommaruniform för internationell tjänst).
  - Arbetsdräkt används vid inom- och utomhusarbete vid förband då stridsuniform inte krävs.

### Paraduniformer
- Högtidsdräkt
  - Högtidsdräkt omfattar uniform m/87A för armén, uniform m/48 för marinen, uniform m/87 för flygvapnet, uniform m/87K för armén och flygvapnet (kakifärgad sommaruniform för internationell tjänst), uniform m/87V för marinen (vit sommaruniform för marinen).
  - Högtidsdräkt används vid personlig anmälan hos H.M Konungen eller annan medlem av det kungliga huset m.m.; vid statsceremonier; vid parad och andra liknande tillfällen; vid tillfällen i övrigt enligt lägst chef för organisationsenhets bestämmande; som frack vid tillfällen då sådan bärs enligt civilt bruk.
- Trupparaddräkt
  - Trupparaddräkt omfattar uniform m/87A med vit utrustning för armén, uniform m/48 med vit utrustning för marinen, uniform m/87V med vit utrustning för marinen (sommaruniform för marinen), uniform m/87 med vit utrustning för flygvapnet, uniform m/87K med vit utrustning för armén och flygvapnet (sommaruniform för parad under tjänst utomlands).
  - Trupparaddräkt används vid paradering i trupp; vid högvaktstjänstgöring; vid vakttjänst vid särskilda tillfällen.
- Fält- och sjöparaddräkt
  - Fältparaddräkt omfattar fältuniform 90 med vit utrustning och basker; sjöparaddräkt omfattar sjöstridsuniform 93 med vit utrustning och båtmössa.
  - Fält- eller sjöparaddräkt används vid högvaktstjänstgöring enligt instruktion för högvakten; på chef för organisationsenhets order vid parad under fältförhållanden och i insatsområde; på fartygschefs order vid parad ombord.
- Stor- och liten paraddräkt för Livgardet
  - Livgardet kan även bära uniform m/ä som stor- och liten paraddräkt.
- Stor paraddräkt för flottan
  - Paraduniform m/1878 för flottan bärs av officer vid tjänstgöring på paradslupen Vasaorden.

### Sällskapsuniformer
- Stor mässdräkt
  - Stor mässdräkt omfattar uniform m/1986 för armén, uniform m/1878 för marinen och uniform m/1938 för flygvapnet.
  - Stor mässdräkt är en tillåten uniformsdräkt, som endast används vid enskilt uppträdande i festsammanhang. Den motsvarar frack enligt civilt bruk.
- Liten mässdräkt
  - Liten mässdräkt omfattar uniform m/1986 för armén, uniform m/1878 och sällskapsdräkt vit m/87 för marinen samt uniform m/1938 för flygvapnet.
  - Liten mässdräkt är en tillåten uniformsdräkt, som endast används vid enskilt uppträdande i festsammanhang. Den motsvarar smoking enligt civilt bruk.

## Storbritannien
I den brittiska armén finns följande uniformsdräkter.
- Temperate Full Ceremonial (Full Dress) - stor paraddräkt
- No.1 Dress – Temperate Ceremonial - högtidsdräkt i tempererade områden
- No.2 Dress – Temperate Parade - trupparaddräkt i tempererade områden
- No.3 Dress – Warm Weather Ceremonial - högtidsdräkt i varma områden
- No.4 Dress – Warm Weather Parade - trupparaddräkt i varma områden
- No.6 Dress – Warm Weather Parade - trupparaddräkt i varma områden
- No.7 Dress – Warm Weather Working Dress - arbetsdräkt i varma områden
- No.8 Dress – Temperate Working Dress - arbetsdrät i tempererade områden
- No.10 Dress – Temperate Mess Dress - mässdräkt i tempererade områden
- No.11 Dress – Warm Weather Mess Dress - mässdräkt i varma områden
- No.13 Dress – Barrack Dress (Winter Order) - vardagsdräkt (vinter)
- No.14 Dress – Barrack Dress (Summer Order) - vardagsdräkt (sommar)
- Personal Clothing System Combat (PCS-CU) - fältstridsdräkt

Källor:

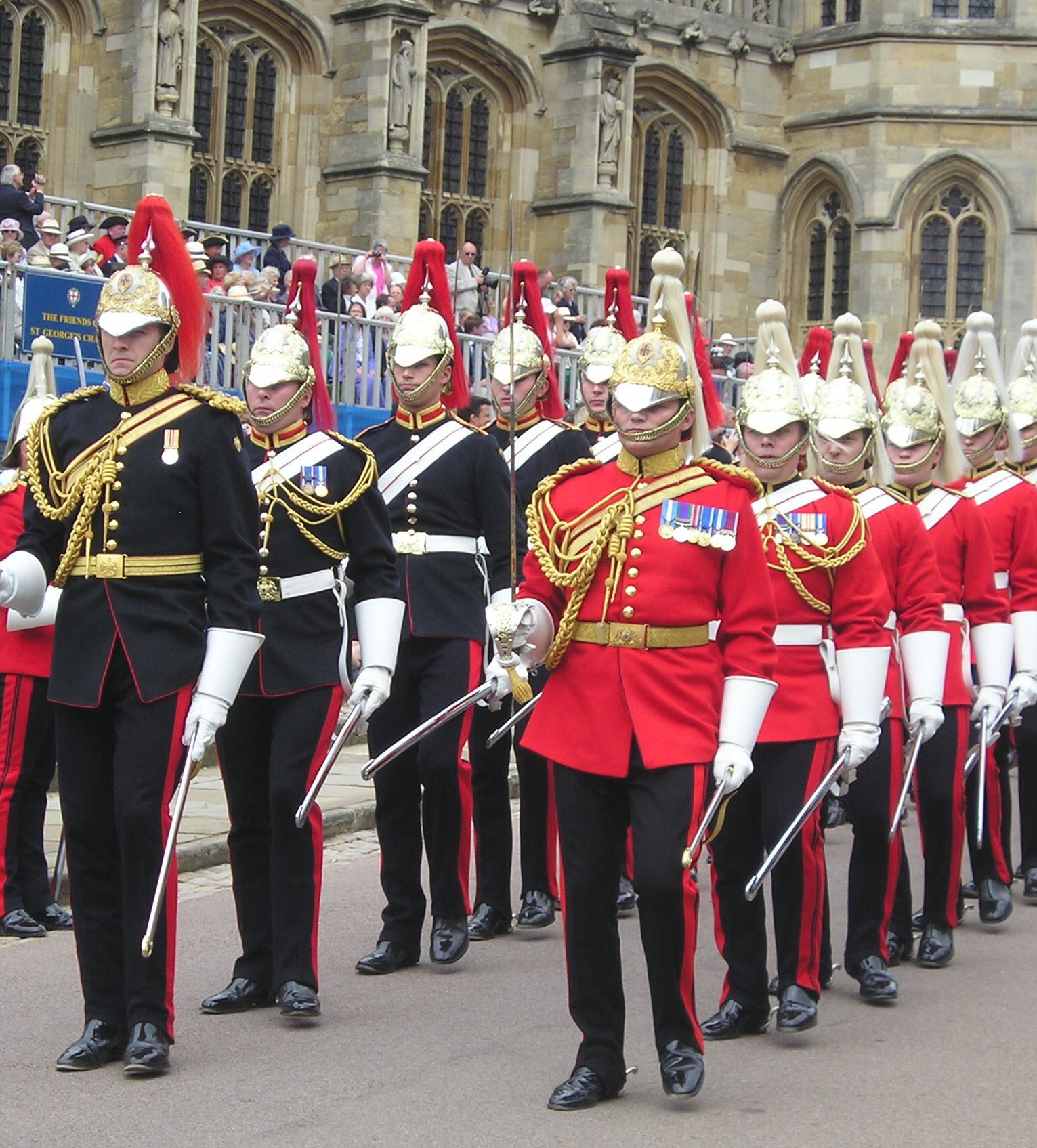
Full Dress
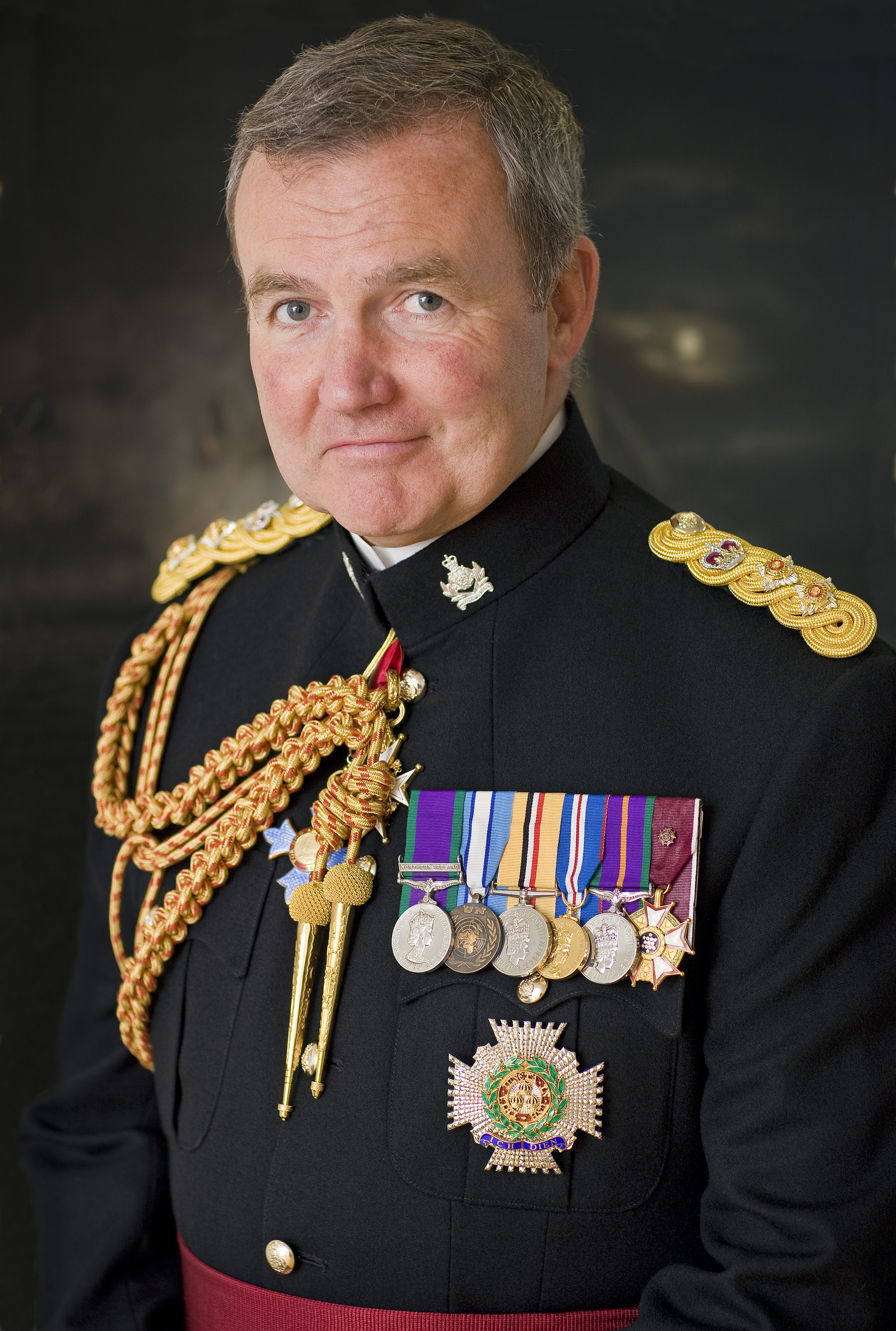
No.1 Dress
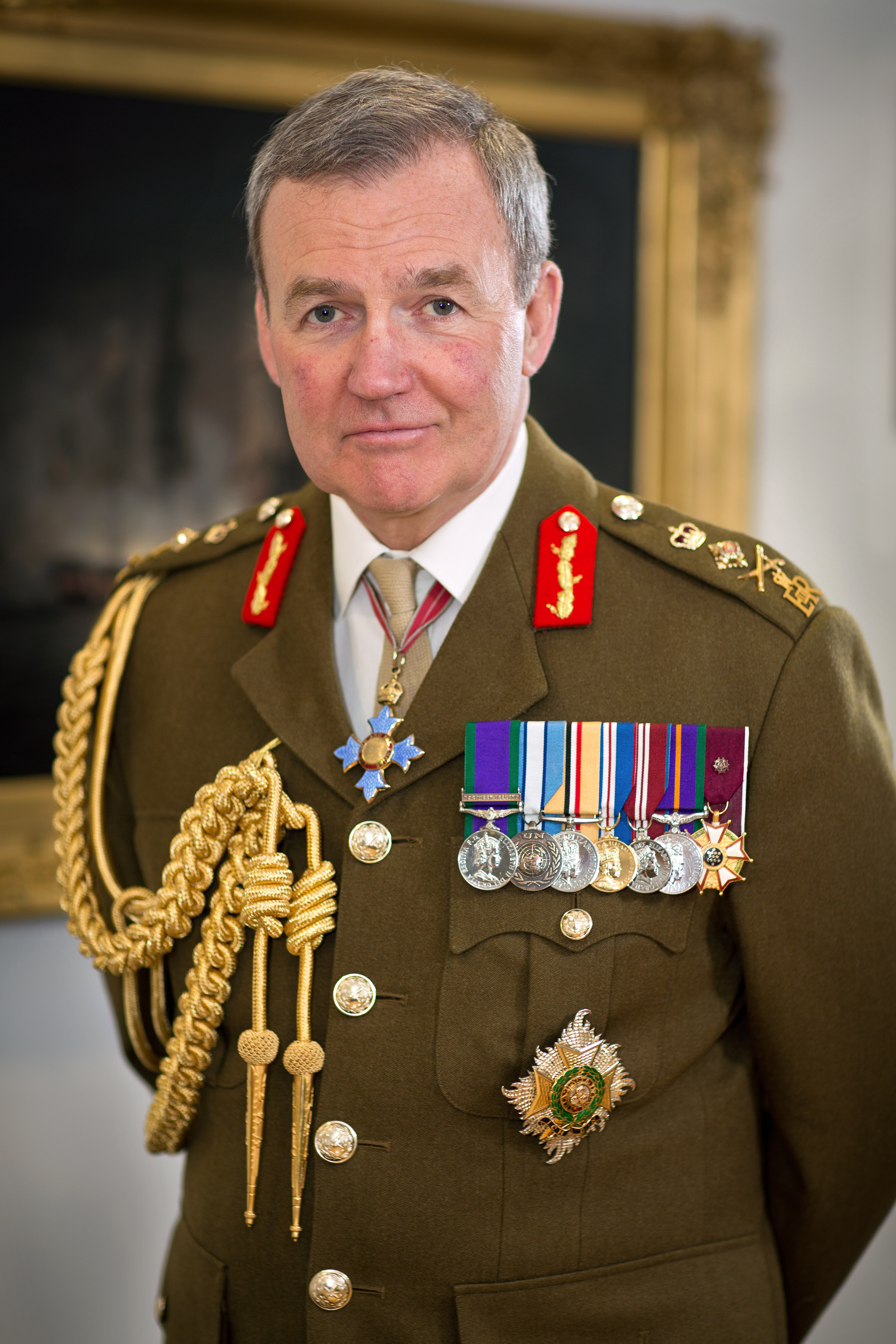
No.2 Dress
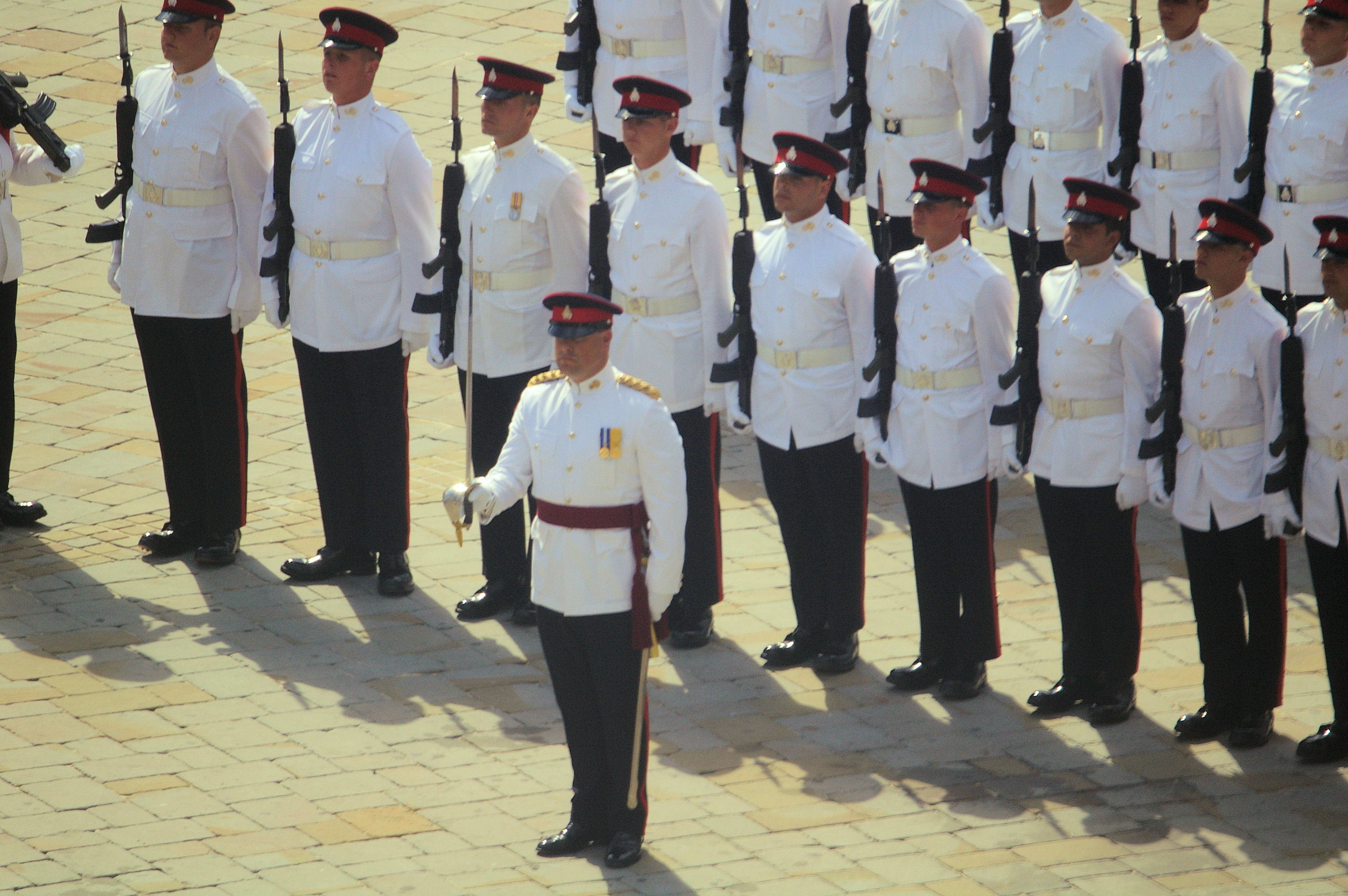
No.3 Dress
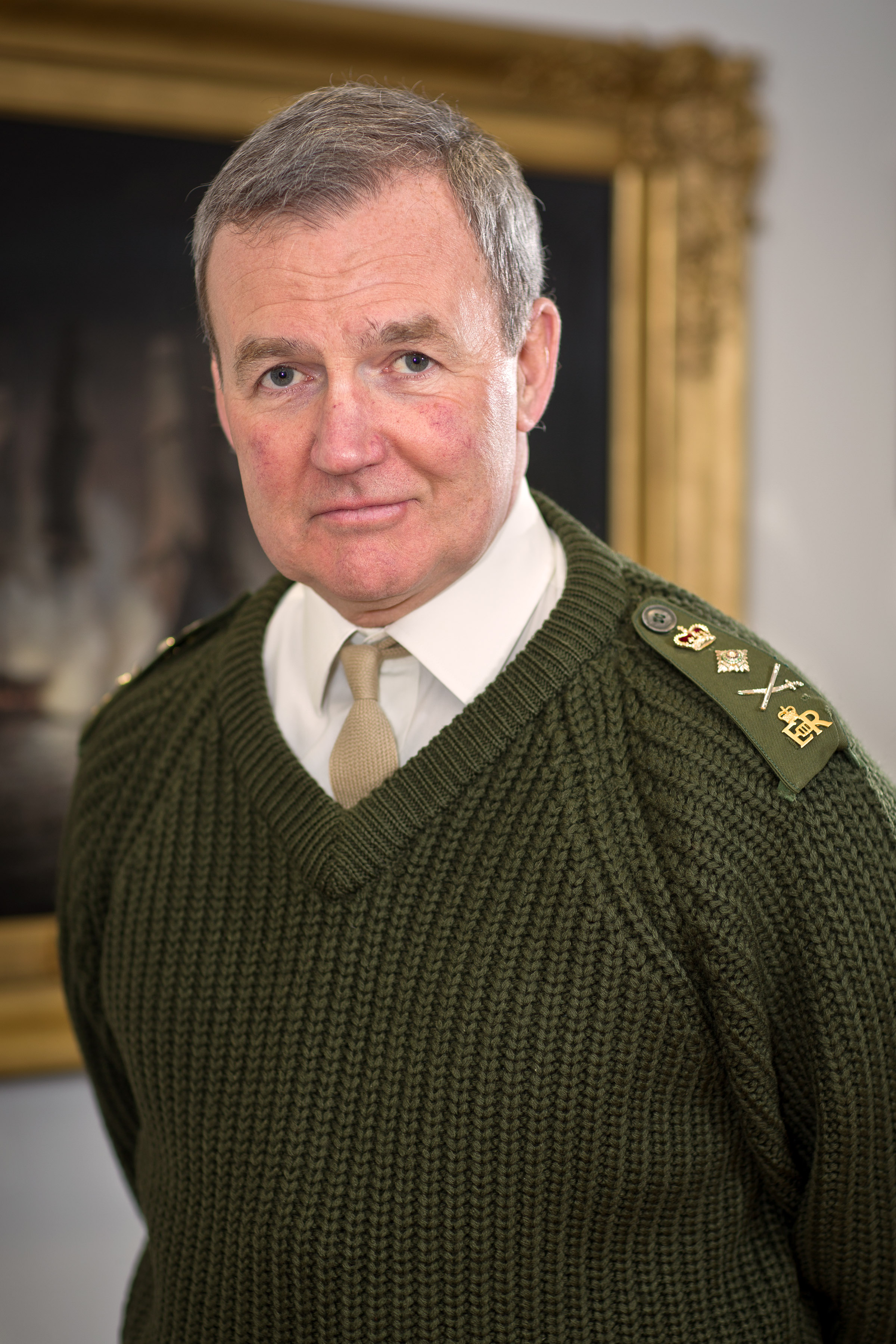
No.13 Dress
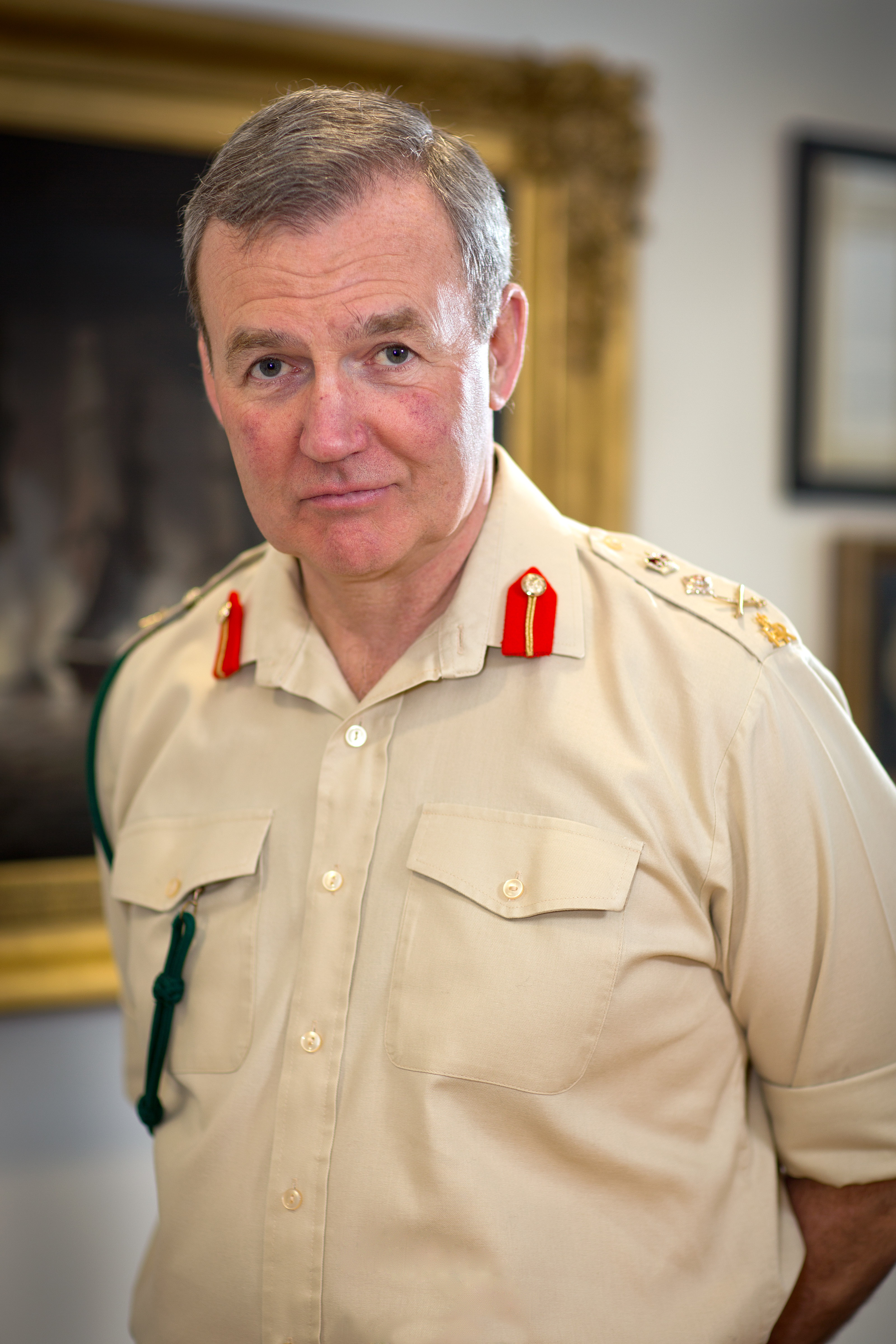
No.14 Dress
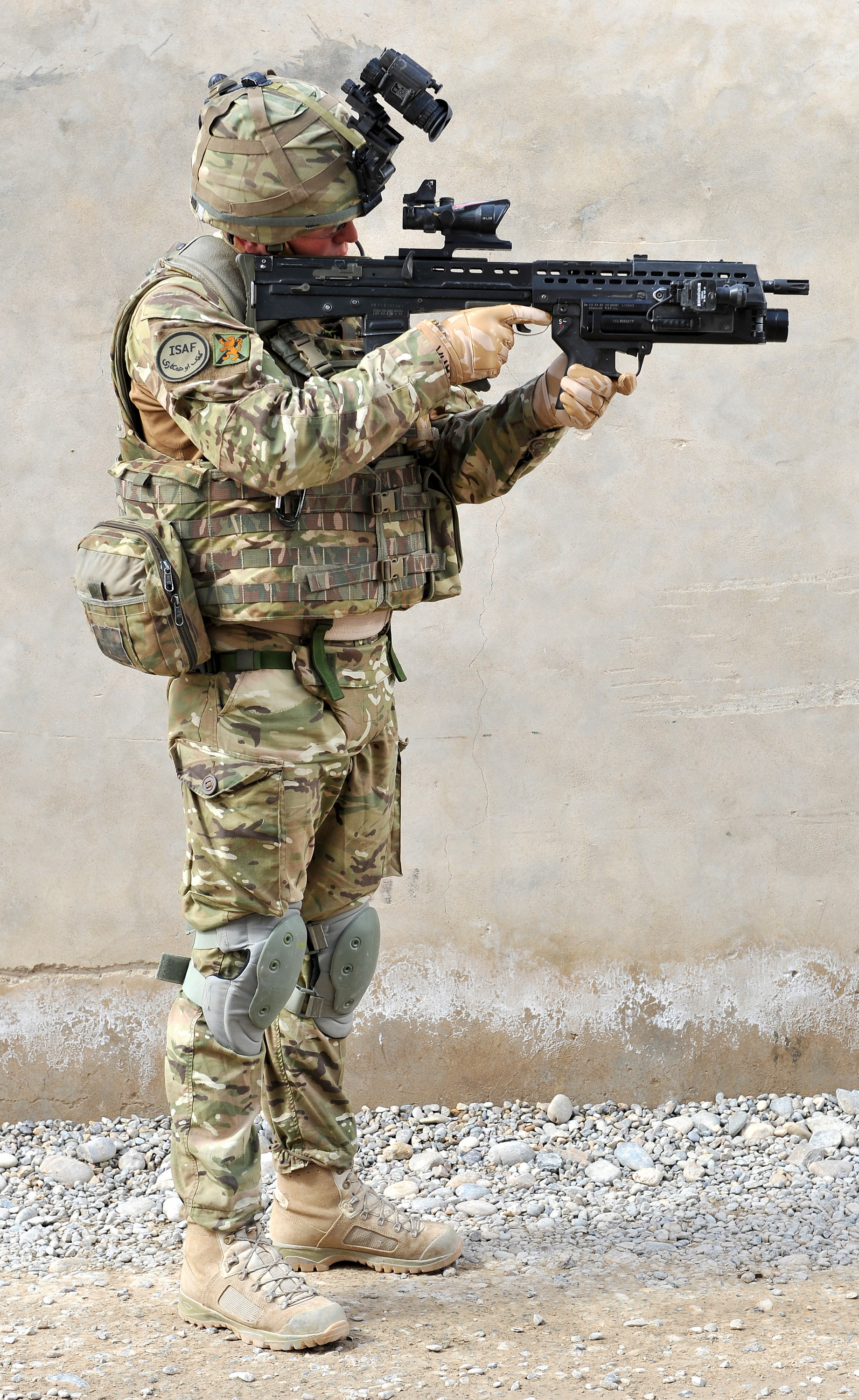
PCS-CU

## Tyskland

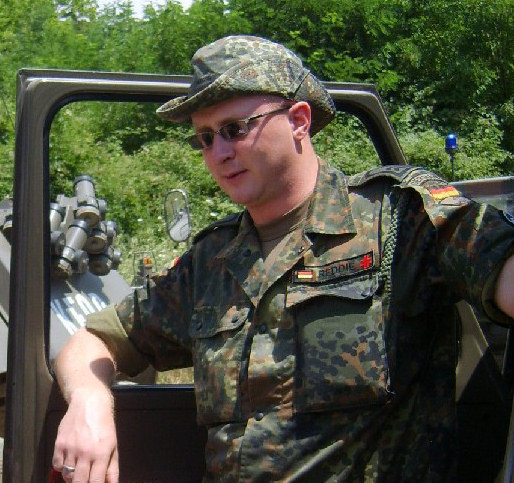
Kampfanzug (kamouflagefärgad tropikuniform för Bundeswehr).

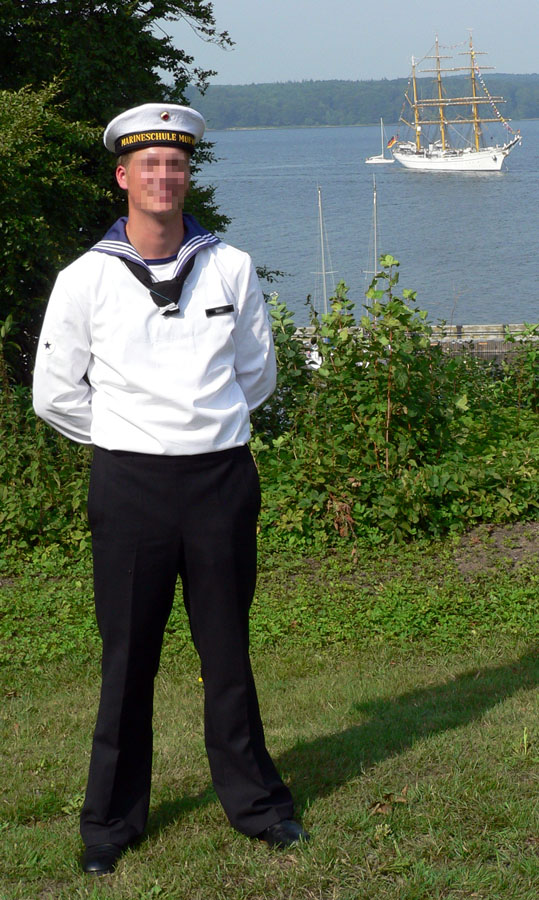
Dienstanzug (vit sommaruniform för tyska marinen).

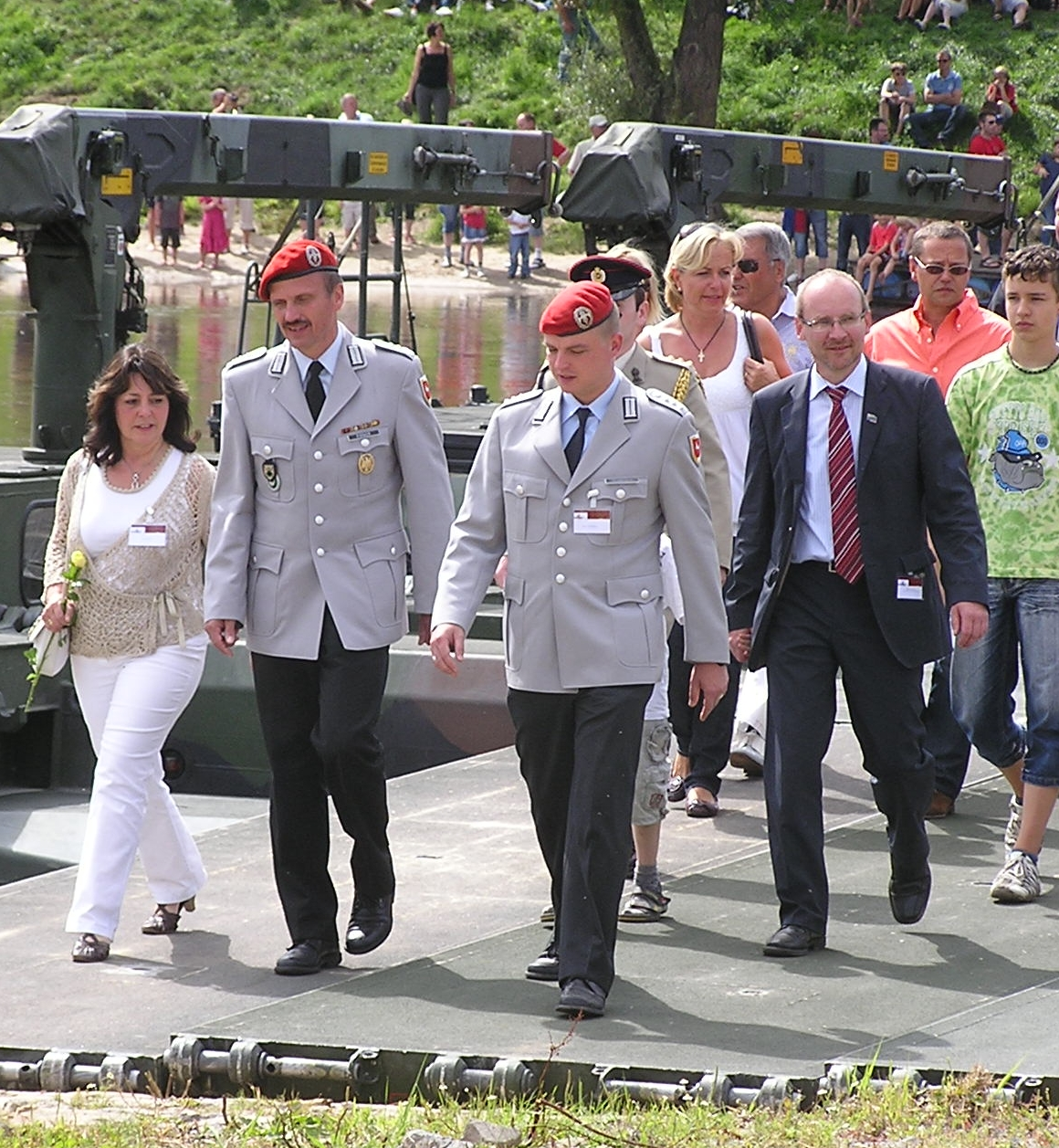
Dienstanzug (grå tjänsteuniform för tyska armén).

I Bundeswehr används följande uniformsdräkter.

### Kampfanzug
Kampfanzug (stridsdräkt) omfattar:
- Feldanzug, Tarndruck (kamouflagefärgad fältuniform)
- Feldanzug, Tarndruck, Tropen (kamouflagefärgd tropikuniform)
- Bord- und Gefechtsanzug (Marine) (sjöstridsuniform)
- Flugdienstanzug (flygdräkt)

### Dienstanzug
Dienstanzug (daglig dräkt) omfattar:
- Dienstanzug, grau (Heer)(grå tjänsteuniform för armén)
- Dienstanzug, blau (Luftwaffe) (blå tjänsteuniform för flygvapnet)
- Dienstanzug, dunkelblau (Marine) (mörkblå tjänsteuniform för marinen)
- Großer Dienstanzug (Heer, Luftwaffe) (stor tjänsteuniform för armén och flygvapnet)
- Sommeranzug, sandfarben (khakifärgad sommaruniform)
- Sommeranzug, weiß (Marine) (vit sommaruniform för marinen)

### Gesellschaftsanzug
Gesellschaftsanzug (högtidsdräkt)

### Sportanzug
Sportanzug (sportdräkt)